# Alexander Nikolajewitsch Burganow

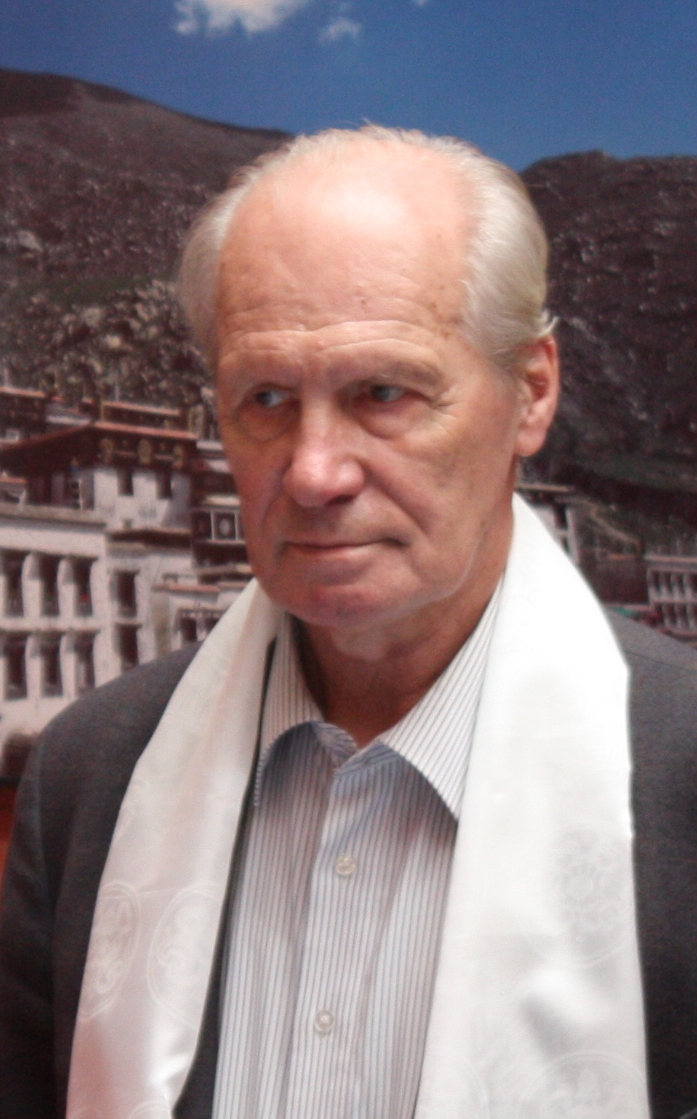
Alexander Nikolajewitsch Burganow (2011 auf der Ausstellung Tibet-Tage In Moskau)

Alexander Nikolajewitsch Burganow (russisch Александр Николаевич Бурганов; * 20. März 1935 in Baku) ist ein sowjetisch-russischer Bildhauer und Hochschullehrer.

## Leben
Burganow absolvierte das Kinderkunststudio in Baku und studierte an der Moskauer Kunst-Gewerbe-Hochschule (gegenwärtig Moskauer Staatliche Stroganow-Kunst-Gewerbe-Akademie) in der Bildhauerei-Abteilung bei Jekaterina Belaschowa, Georgi Motowilow und Gawriil Schulz mit Abschluss 1959.
Burganow blieb an der Kunst-Gewerbe-Hochschule und unterrichtete. Zu seinen Studenten gehörte Konstantin Konstantinow. Burganow war lange Assistent Romuald Iodkos. 1961 wurde  Burganow Mitglied der Union der Künstler der UdSSR. 1971 wurde er Dozent und 1987 Professor und Leiter des Lehrstuhls für Bauornamentik. Daneben beteiligte er sich an der Gestaltung der Metro-Station Tretjakowskaja.
Burganow wurde 1987 zum Professor ernannt.  Er wurde 1988 zum Korrespondierenden Mitglied und 1997 zum Vollmitglied der Russischen Akademie der Künste gewählt, deren Präsidiumsmitglied er 2007 wurde. Er wurde 2001 zum Doktor der Kunstwissenschaften promoviert.
2001 wurde im Moskauer Bolschoi-Afanasjewski-Pereulok als Moskauer staatliches Museum das Burganow-Haus eröffnet.
2012 wurde er Vollmitglied der Akademie der Künste der Republik Kirgisistan.
2014 unterschrieb Burganow die Erklärung der Kulturschaffenden Russlands zur Unterstützung der Politik Putins gegenüber der Ukraine und auf der Krim.
Die Bildhauerin Marija Burganowa und der Bildhauer Igor Burganow sind Kinder Burganows.

## Ehrungen, Preise
- Staatspreis der UdSSR (1982)[1]
- Wutschetitsch-Goldmedaille (1986)[1]
- Staatspreis der Mongolei (1986)[1]
- Verdienter Kunstschaffender der RSFSR (1988)[1]
- Orden der Freundschaft (2002)[4]
- Orden der Ehre (2010)[5]
- Orden des Sergius von Radonesch der Russisch-Orthodoxen Kirche
- Preis der Stadt Moskau
- FSB-Kunstpreis
- Ehrenurkunde des Präsidenten der Russischen Föderation (2020)

## Werke (Auswahl)

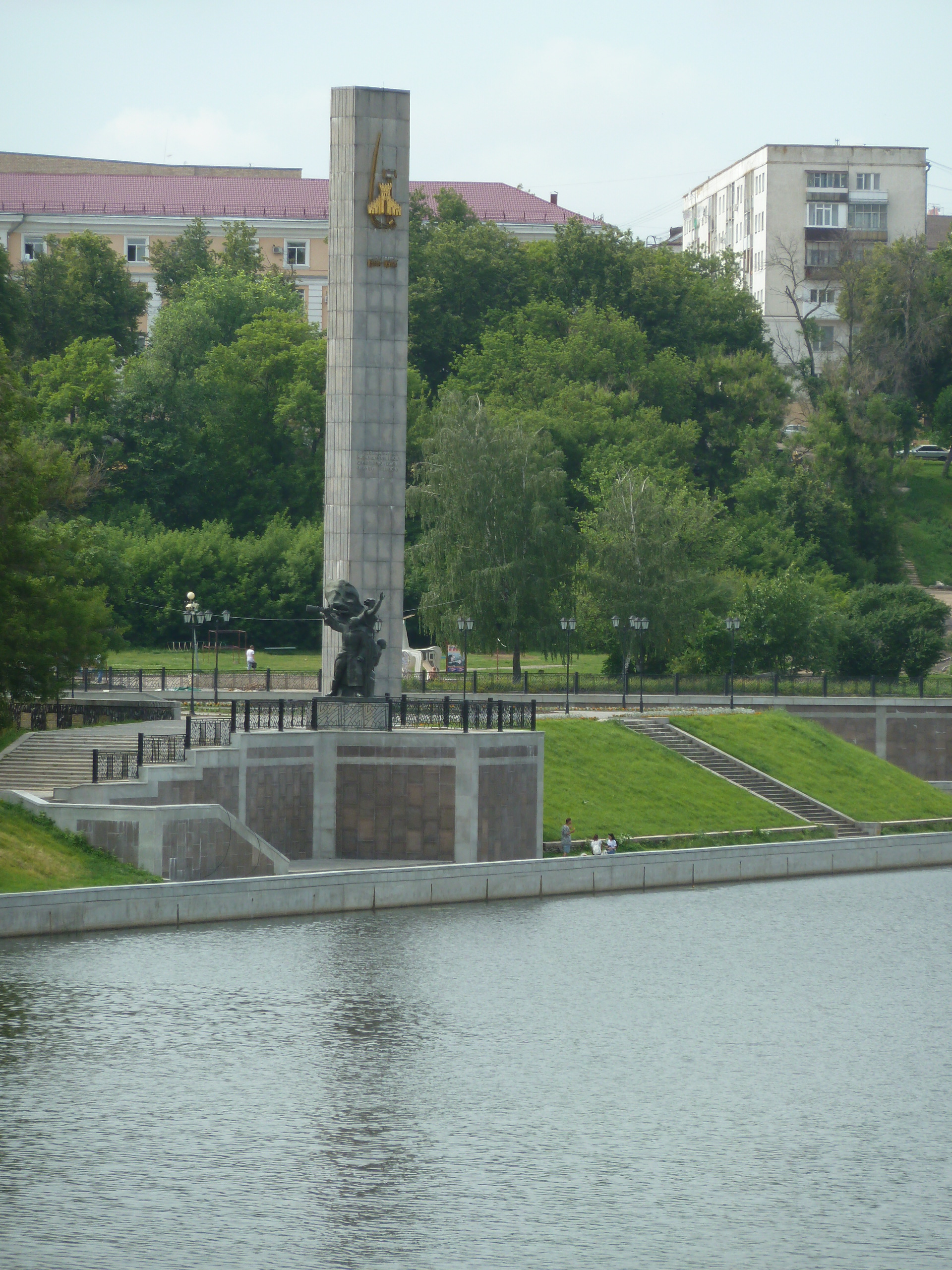
Denkmal zum 400. Jahrestag der Gründung der Festung und Stadt Orjol (1966 mit Architekt R. K. Topuridse), Orjol
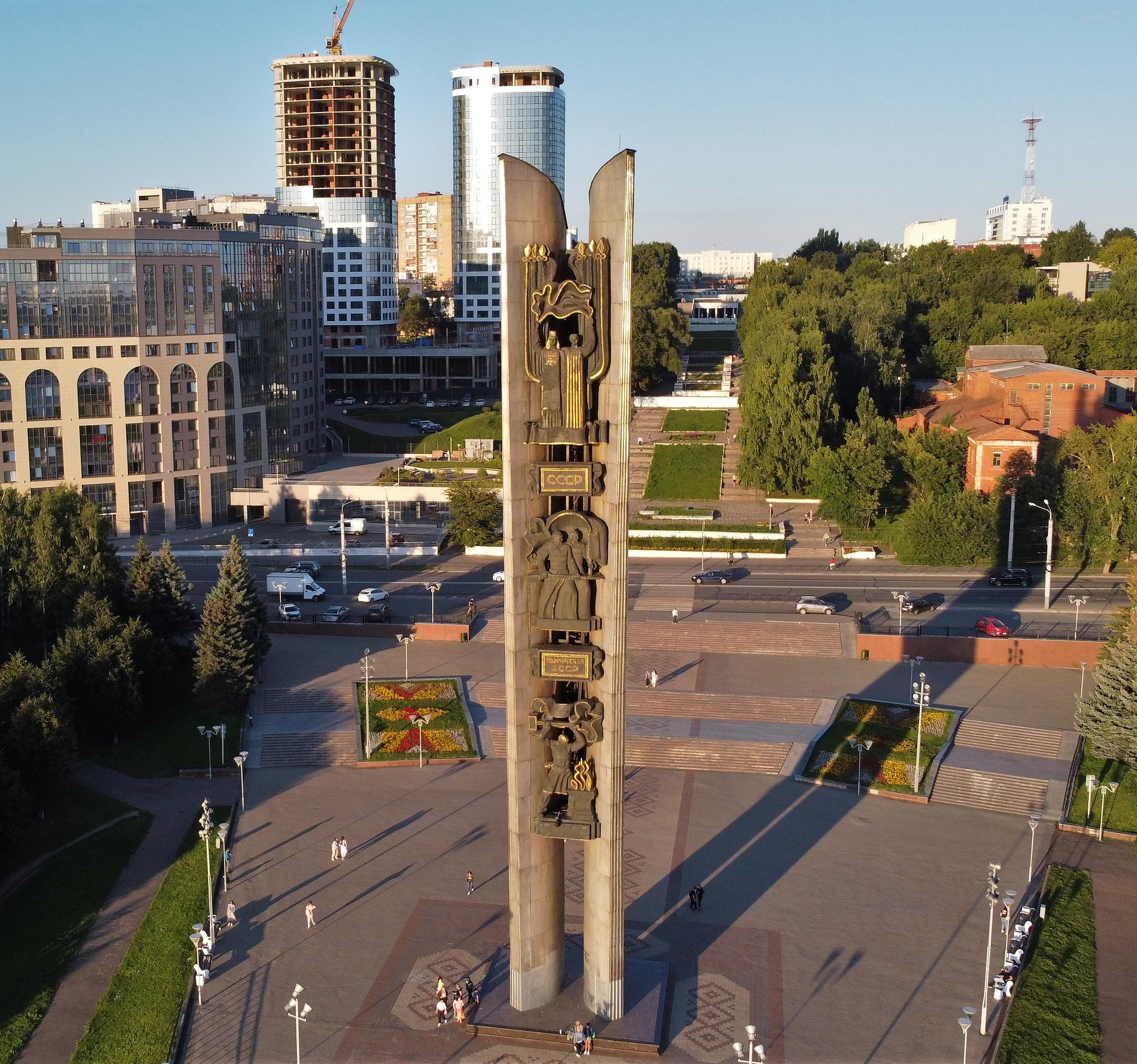
Völkerfreundschaft-Denkmal zum 400. Jahrestag der Vereinigung Udmurtiens mit Russland (1972 mit Topuridse), Ischewsk
Denkmal für die Helden des Bürgerkriegs (1976), Orjol
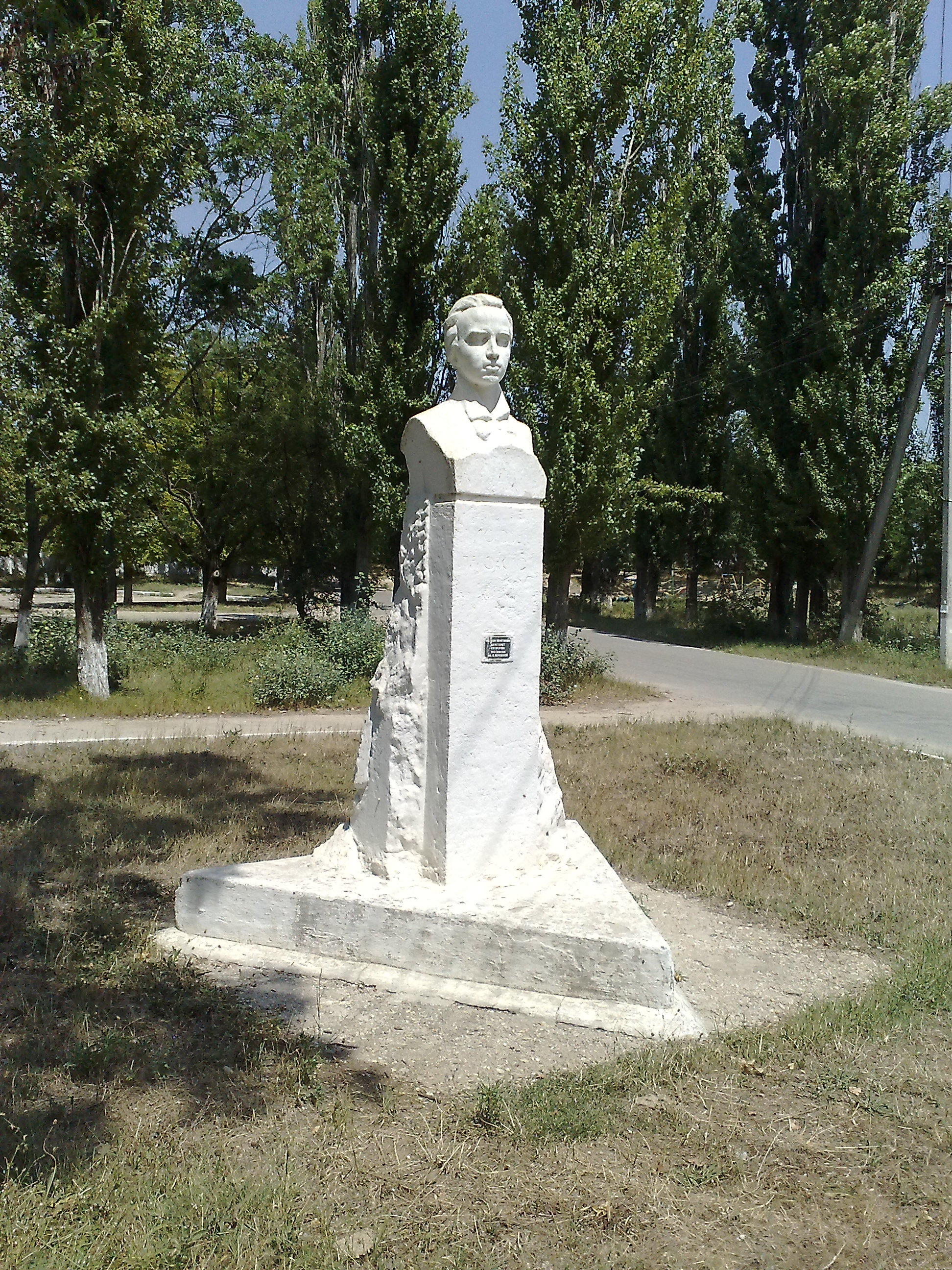
Perowskaja-Denkmal (1987), Kaluga
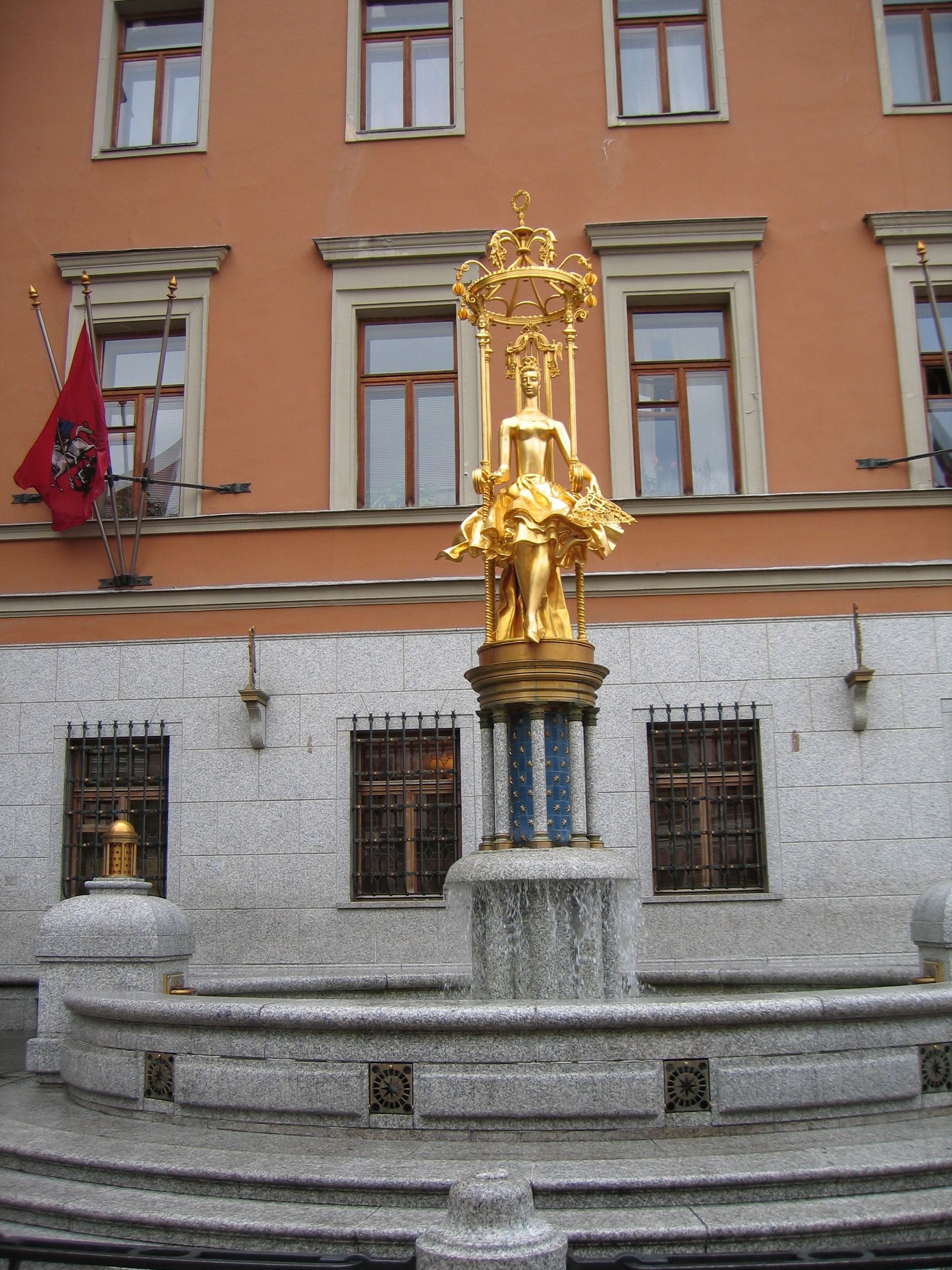
Prinzessin-Turandot-Brunnen (1997), Arbat, Moskau
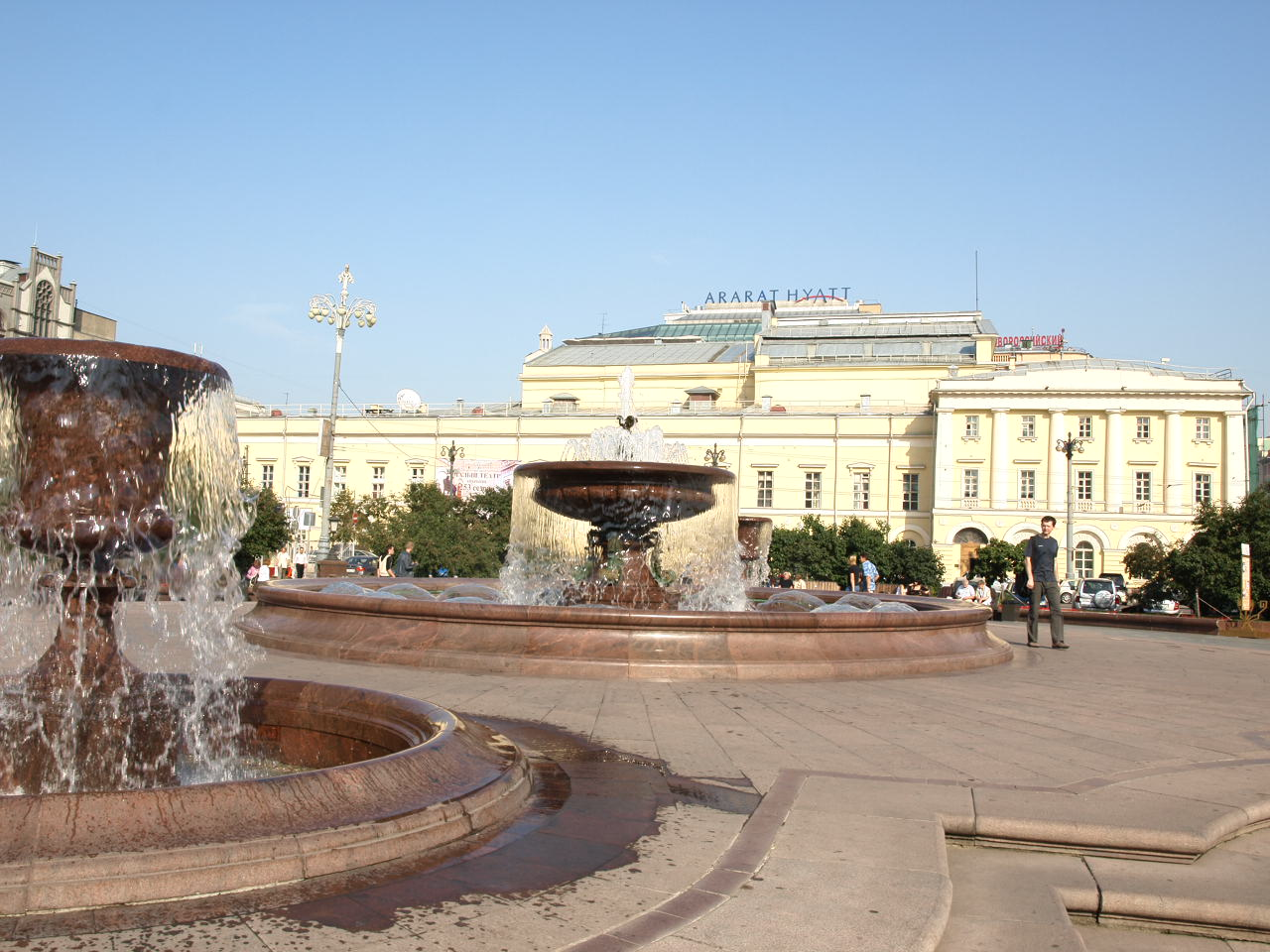
Theater-Brunnen (1997) vor dem Bolschoi-Theater. Moskau
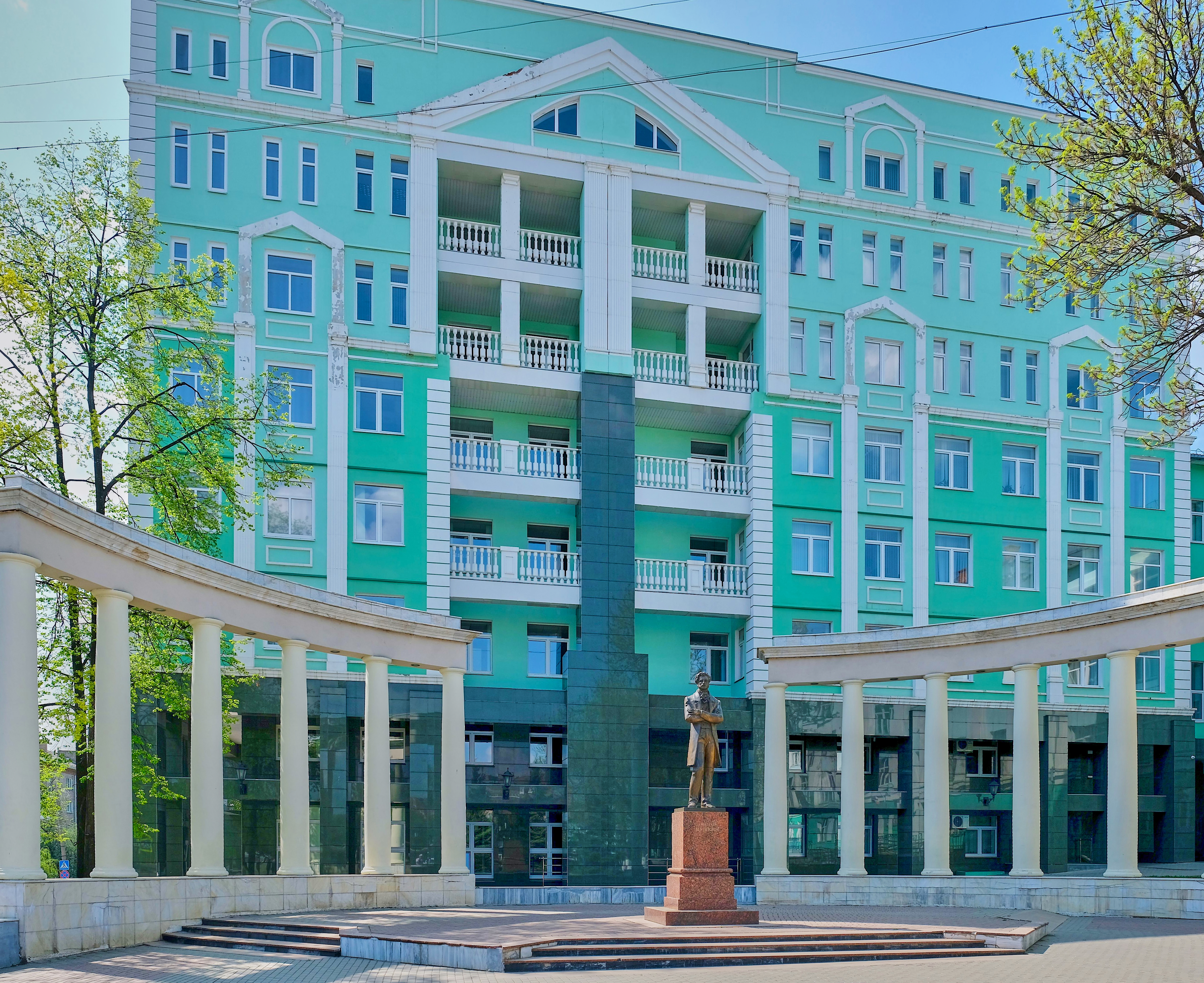
Puschkin-Denkmal, Universität Ischewsk
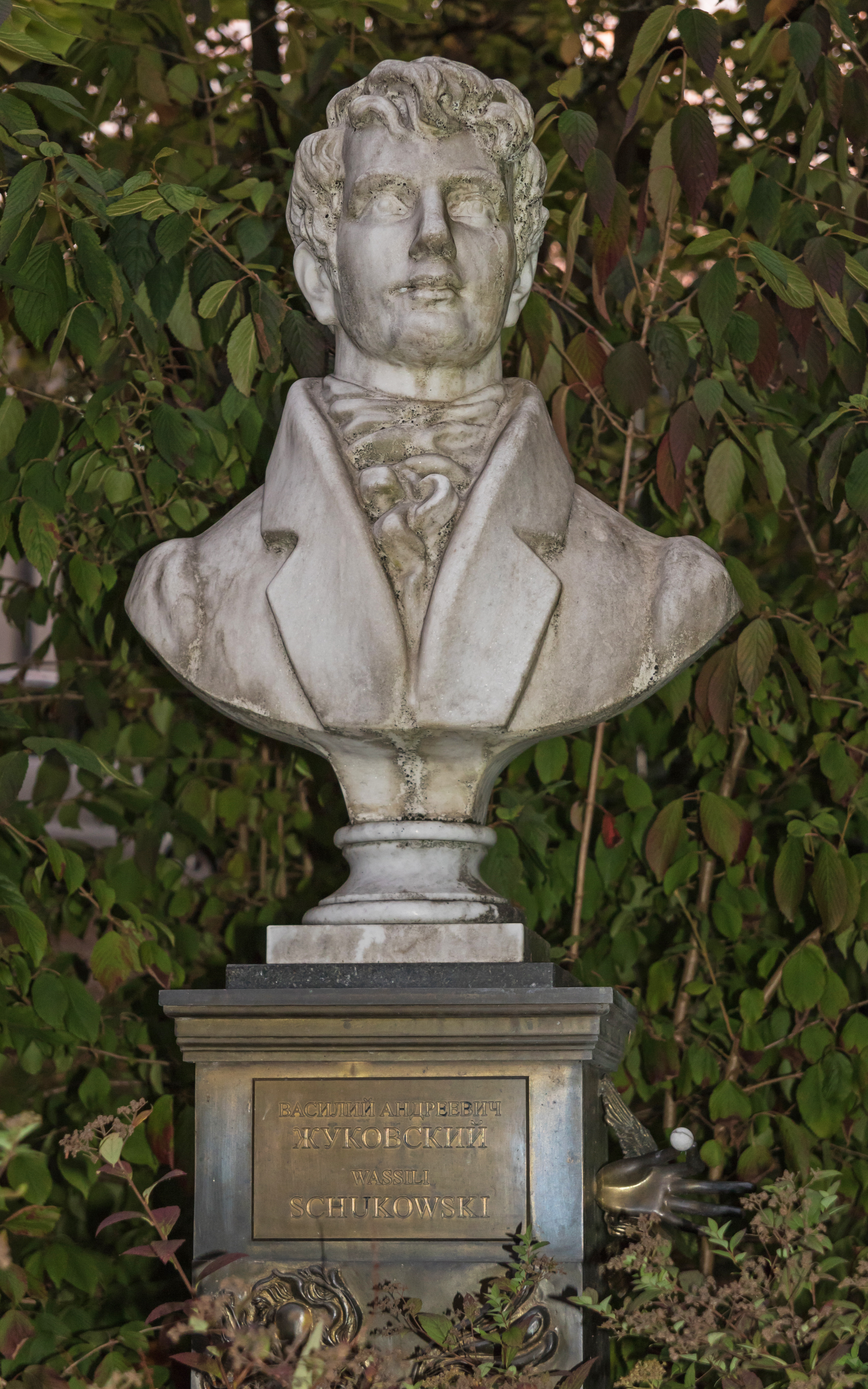
Schukowski-Denkmal (2009), Baden-Baden
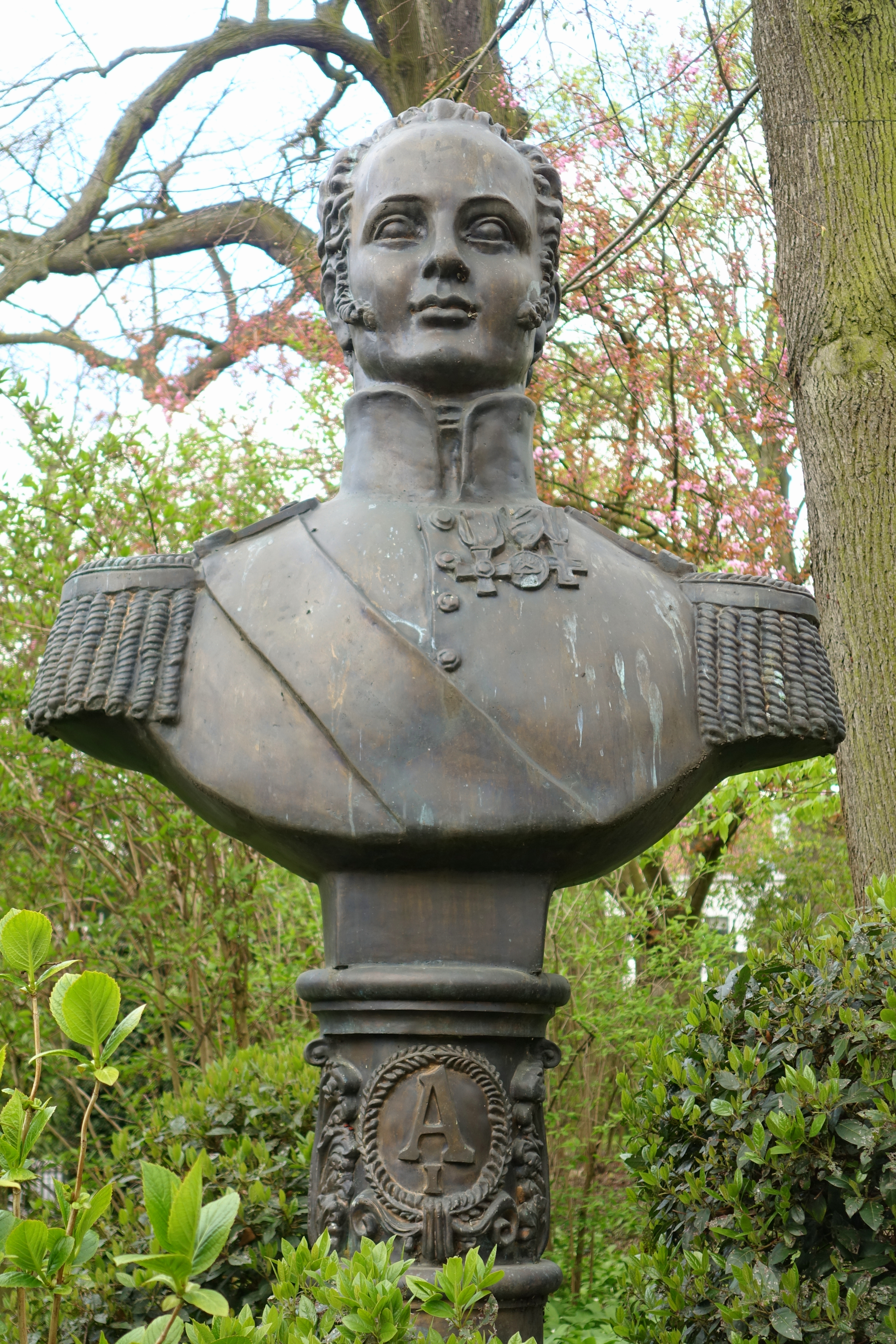
Alexander-I.-Denkmal, Square du 21 Juillet, Laeken/Laken
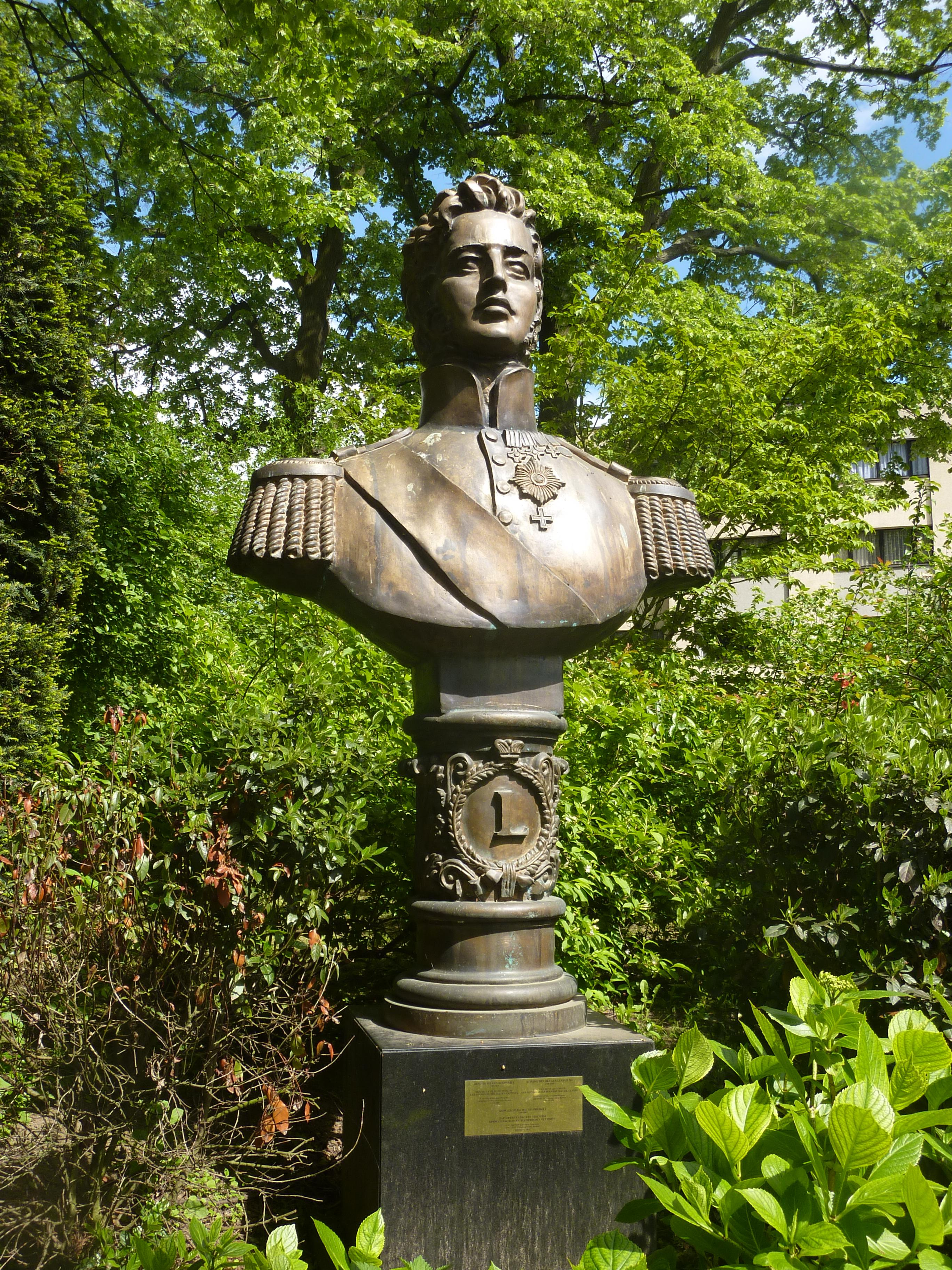
Leopold-I.-Denkmal, Square du 21 Juillet, Laeken/Laken
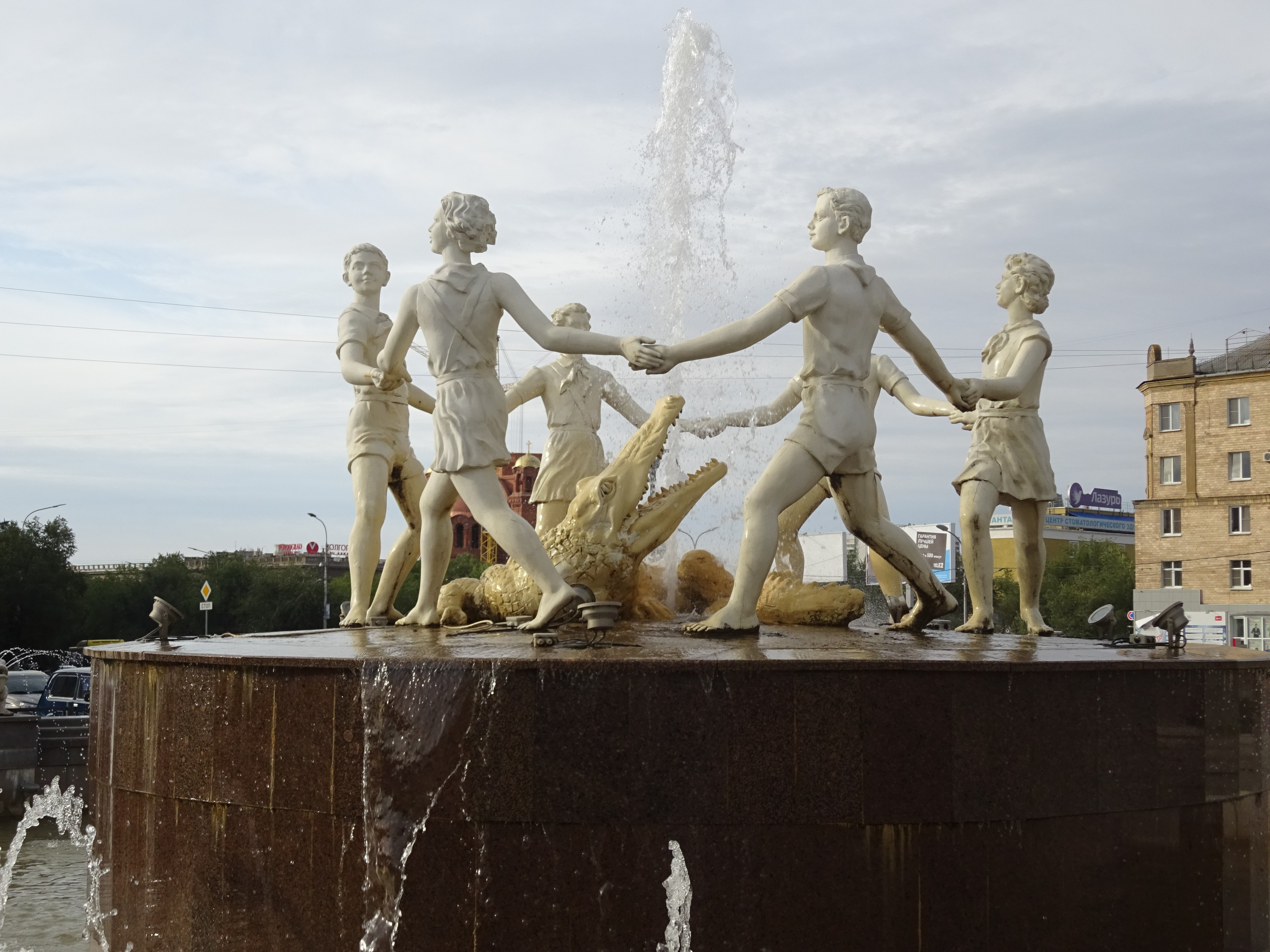
Rekonstruktion des Barmalei-Brunnens von Romuald Iodko in Wolgograd (2013)